# 勒松勒隆
勒松勒隆（法語：Ressons-le-Long，法語發音：[ʁəsɔ̃ lə lɔ̃]）是法国上法蘭西大區埃纳省的一个市镇，属于苏瓦松区。

## 地名
该地名“Ressons-le-Long”发音特殊，其发音为[ʁəsɔ̃ lə lɔ̃]，不符合字母“e”在两相同辅音字母前发/ɛ/（如“verrière”，[vɛʁjɛʁ]）或/e/（如“message”，[mesaʒ]）的法语基本发音规则，根据实际发音其应译作“勒松勒隆”。情况与之相同的地名还有马河畔勒松和勒松拉拜。

## 地理
勒松勒隆（49°23'17"N, 3°8'55"E）面积10.55 平方千米，位于法国上法蘭西大區埃纳省，该省份为法国北部内陆省份，北起北部省，西接索姆省和瓦兹省，东临阿登省和马恩省，西南至塞纳-马恩省，东北部与比利时接壤。
与勒松勒隆接壤的市镇（或旧市镇、城区）包括：昂布勒尼、贝尔尼里维耶尔、丰特努瓦、蒙蒂尼朗格兰、埃纳河畔维克。
勒松勒隆的时区为UTC+01:00、UTC+02:00（夏令时）。

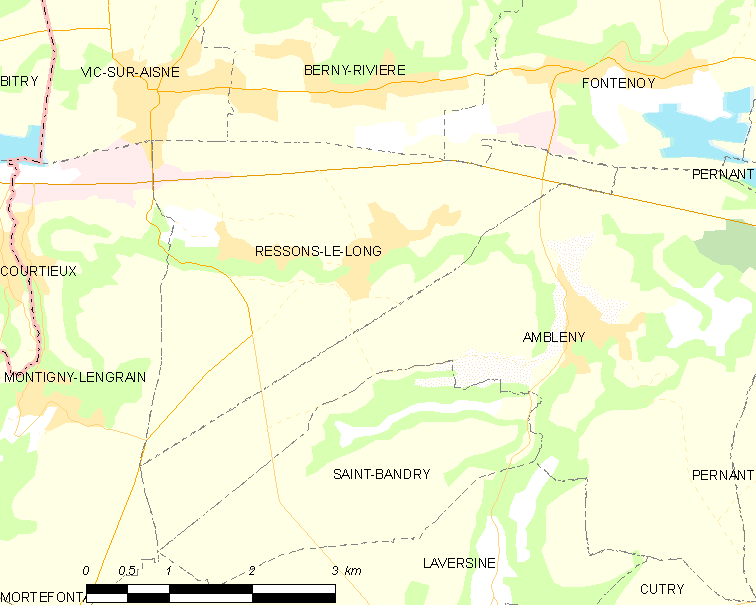
勒松勒隆的OSM定位图

## 行政
勒松勒隆的邮政编码为02290，INSEE市镇编码为02643。

## 政治
勒松勒隆所属的省级选区为埃纳河畔维克县。

## 人口

1962-2008年间勒松勒隆人口变化图示

勒松勒隆于2022年1月1日时的人口数量为780人。